# Rodea: The Sky Soldier
Rodea: The Sky Soldier es un videojuego creado por Prope, el estudio de Yuji Naka, el programador original de Sonic the Hedgehog, y editado en Japón por Kadokawa Games para las videoconsolas Wii U y Nintendo 3DS. Fue lanzado el 2 de abril de 2015.

## Jugabilidad
La versión para Wii usa el mando remoto como puntero, y al pulsar B y agitar el mando se vuela. Tras eso, basta mantener el botón B pulsado y apuntar en la dirección de vuelo deseada. Al pulsar Al personaje disparará o realizará movimientos especiales.
- Datos: Q933378